# Come rideva Napoli
Come rideva Napoli è un album del cantante Roberto Murolo, pubblicato come 33 giri nel 1967.

## Tracce

### Lato A
1. 'A cura 'e mammà
2. Al mare
3. Beatrice
4. Buon appetito
5. Don Saverio
6. Donn'Ama'
7. E allora
8. 'E ragazze
9. Genoveffa
10. Il balbuziente
11. Il cicerone
12. Il collettivista
13. La donna al volante
14. Lui, lei e gli altri 6...
15. Madama Chichierchia
16. 'O rusecatore
17. O squitato
18. Oh! Rafela, Rafela!...
19. Quanno mammeta nun ce sta
20. So' sempe 'o stesso
21. Villeggiatura a Capri
22. Vola e va'